# What's the Colour of Love
What's the Colour of Love är en poplåt som är skriven av Norell Oson Bard och är inspelad och utgiven med Lili & Susie 1990.
Röd är kärlekens färg är namnet på versionen med svensk text av Keith Almgren. Den spelades in av Micke Ahlgrens orkester 1992 på albumet med samma namn.